# Unlocker
Unlocker — безкоштовна утиліта, яка дозволяє розблокувати файли, що використовуються системним процесом або перебувають у закритому доступі.

## Опис
Unlocker здатна розблокувати майже будь-який файл в операційній системі, який використовується іншим процесом, інтегрує в контекстне меню кожного елементу Windows (папки, ярлики та інші) новий пункт «Unlocker», який оперативно знімає блокування з файлу, до якого неможливо отримати доступ. Обладнаний підтримкою багатьох мов (включно з українською), а також існує портативна версія для 32-бітних і 64-розрядних операційних систем Microsoft Windows.

## Принцип роботи
При натисканні стандартного пункту контекстного меню «Видалити» файл автоматично вилучається, якщо не зайнятий іншим процесом, інакше з'являється системне повідомлення про те, що доступ до файлу заборонено, при цьому операційна система Windows не надає інформації про те, який саме процес заважає роботі з файлом, пункт «Unlocker» у свою чергу дозволяє не тільки зупинити ці процеси чи звільнити від них файл, який використовується іншою програмою чи користувачем, але й надати список усіх процесів, які забороняють доступ.
Unlocker дозволяє виконувати такі команди над файлами, як видалення, переміщення чи перейменування. Також усі операції можливо здійснювати з командного рядка, список команд можна отримати шляхом запуску Unlocker.exe з командного рядка з параметром /?.

## Історія
Головні зміни Unlocker з моменту появи першої версії полягають у виправленні помилок. Також зазнали декількох змін інсталяційний файл, графічний інтерфейс і початковий код. В основному Unlocker використовується у програмному забезпеченні, в ігрових режимах і перевстановленні. Наразі Unlocker підтримує вісім мовних пакетів, на відміну від першої версії, яка була винятково англомовною.

## Інсталяційний пакет
За замовчуванням до інсталяційного пакету Unlocker включено інсталяцію панелі інструментів Delta Toolbar, її встановлення опціональне та не є необхідним для роботи Unlocker.